# Il figlio di due madri
Il figlio di due madri (Fils de deux mères ou Comédie de l'innocence) è un film francese del 2000 diretto da Raúl Ruiz.
Il film fu presentato alla Mostra del Cinema di Venezia nel 2000.

## Trama
La vita della famiglia del ragazzino Camille viene sconvolta dall'irruzione della violinista Isabelle, che ha perso il figlio Paul, annegato due anni prima, e che Camille afferma essere la sua vera madre. I filmati girati dal ragazzo con la sua videocamera aiutano il ragazzino a risolvere l'enigma.